# Малые Кизели
Малые Кизели — деревня в Большесосновском районе Пермского края. Входит в состав Кленовского сельского поселения.

## Географическое положение
Расположена примерно в 7 км к западу от административного центра поселения, села Кленовка, и в 5 км от границы с Удмуртией.

## Население
| 2010 |
| ---- |
| 80   |

## Улицы[2]
- Первомайская ул.
- Центральная ул.

## Топографические карты
- Лист карты O-40-73 Кузьма. Масштаб: 1 : 100 000. Состояние местности на 1983 год. Издание 1984 г.